# آرچی کراس
آرتور جورج کراس معروف به آرچی (انگلیسی: Archie Cross؛ زادهٔ ۱۸۸۰) فوتبالیست اهل بریتانیا است.
از باشگاه‌هایی که در آن بازی کرده‌است می‌توان به باشگاه فوتبال آرسنال و باشگاه فوتبال دارتفورد اشاره کرد. وی در ۱۹۰۰ به آرسنال پیوست.